# خانه سیاه
خانه سیاه (به انگلیسی: Black House) ساختمانی بود که در گذشته در خیابان کالیفرنیا در شهر سان فرانسیسکو، کالیفرنیا، ایالات متحده آمریکا قرار داشت. این خانه توسط انتان لاوی در سال ۱۹۵۶ خریداری شده و از سال ۱۹۶۶ تا زمان مرگش در سال ۱۹۹۷ به عنوان مرکز ادارهٔ کلیسای شیطان مورد استفاده قرار می‌گرفت. لاوی سمینارها و آیینهای شیطان‌پرستی را تا سال ۱۹۷۲ در این خانه اجرا می‌کرد.
لاوی در سال ۱۹۹۱ به علت جدایی از داین هگارتی و به خاطر نفقه‌ای که طبق قانون آمریکا باید به داین می‌پرداخت، مالکیت خانه را از دست داد، اما از سوی مالک جدید خانه به او اجازه داده شد که تا زمان مرگش در خانهٔ سیاه اقامت داشته باشد. لاوی در اکتبر ۱۹۹۷ و به علت ادم ریه که ناشی از مشکلات دریچه میترال قلب بود درگذشت. پس از مرگ وی، اعضای کلیسای شیطان تلاش ناموفقی برای جمع‌آوری سرمایه و خرید مجدد خانه کردند اما راه به جایی نبرده و نهایتاً خانه در ۱۷ اکتبر ۲۰۰۱ تخریب شد.
عکس‌هایی از ساختمان که درست قبل از نابودی‌اش گرفته شده‌است نشان می‌دهد که این ساختمان یک خانهٔ مسکونی متوسط است که به‌طور قابل‌توجهی کوچک‌تر از دو مجتمع آپارتمانی در هر دو طرف ملک است. طبق آمار عمومی، این خانه در سال ۱۹۰۵ میلادی ساخته شده بوده‌است.